# Ancula
Ancula Lovén, 1846 è un genere di molluschi nudibranchi della famiglia Goniodorididae.

## Tassonomia
Il genere comprende le seguenti specie:
- Ancula espinosai Ortea, 2001
- Ancula evelinae Er. Marcus, 1961
- Ancula fuegiensis Odhner, 1926
- Ancula gibbosa (Risso, 1818)
- Ancula kariyana Baba, 1990
- Ancula lentiginosa Farmer & Sloan, 1964
- Ancula mapae (Burn, 1961)